# Miroslav Siva
Miroslav Siva (* 7. August 1961 in Topoľčany) ist ein ehemaliger slowakischer Fußballspieler.

## Vereinskarriere
Siva begann seine Laufbahn bei Jednota Trenčín. Nach nur einer Saison wechselte er zu RH Cheb, wo der Stürmer in sieben Jahren auf insgesamt 157 Erstligaspiele kam, in denen er 30 Tore erzielte. 1987 wechselte Siva zu Slavia Prag, 1989 zu FC Bohemians Prag. Im Januar 1991 wurde der Angreifer vom österreichischen Verein First Vienna FC 1894 verpflichtet, nach nur einem halben Jahr verließ er die Wiener und schloss sich dem ASV Hohenau an.

## Nationalmannschaft
Siva debütierte am 23. April 1986 im Spiel gegen die DDR in der Tschechoslowakischen Nationalmannschaft. Insgesamt absolvierte er sechs Spiele für die ČSSR, das letzte am 25. März 1987, die Tschechoslowaken gewannen in Bellinzona 2:1 gegen die Schweiz.